# Barrie Chase
Barrie Chase (nacida el 20 de octubre de 1933) es una actriz y bailarina estadounidense.

## Primeros años
Nacida en Kings Point, Nueva York el 20 de octubre de 1933, Chase comenzó a tomar clases formales de danza a los tres años, estudiando con la maestra de ballet de la New York City Opera.  Estudió ballet, primero con Adolph Bolm y más tarde con Maria Bekefi. Abandonó su intención de convertirse en bailarina en Nueva York para quedarse en Los Ángeles y ayudar a mantener a su madre, la pianista Lee Keith, tras el divorcio de sus padres. Es hija del escritor Borden Chase (Red River) y hermana del guionista y actor Frank Chase.

## Carrera actoral
A principios de la década de 1950, Chase bailó en programas de televisión en directo como The Colgate Comedy Hour y The Chrysler Shower of Stars. Mientras trabajaba como asistente de coreografía de Jack Cole en Metro-Goldwyn-Mayer, Fred Astaire le pidió que fuera su pareja de baile en An Evening with Fred Astaire. Entre 1958 y 1968, apareció cuatro veces como pareja de Astaire en sus especiales televisivos. Ambos bailaron en Hollywood Palace en 1966. Durante este periodo, Chase salió con Astaire, un viudo 34 años mayor que ella.
Chase apareció en la versión sindicada del programa de entrevistas The Donald O'Connor Show. Chase trabajó en el coro de muchos musicales de Hollywood, entre ellos Hans Christian Andersen (1952), Call Me Madam (1953), Deep in My Heart (1954), Brigadoon (1954), Kismet (1955), Pal Joey (1957), Les Girls (1957) y dos películas de Fred Astaire, Daddy Long Legs (1955) y Silk Stockings (1957). Apareció en White Christmas (1954) como la corista que dice la frase "Mutual, I'm sure."[cita requerida] Apareció en un episodio de la serie de televisión Have Gun Will Travel (1958).
Otros papeles cinematográficos de Chase incluyen The George Raft Story (1961); la víctima de los golpes del sádico Robert Mitchum en el thriller Cape Fear (1962); y la amante bailarina en bikini (las imágenes restauradas revelaron que su personaje estaba casado en realidad) del personaje tonto de Dick Shawn, Sylvester Marcus, en la comedia de 1963 It's a Mad, Mad, Mad, Mad World. (Chase es la última superviviente del numeroso reparto de la película). Posteriormente, interpretó a Farida en la película The Flight of the Phoenix (1965), protagonizada por James Stewart y Richard Attenborough, en una secuencia onírica. En 1965, apareció en el episodio "The Ballerina" de la serie de televisión Bonanza, interpretando a la bailarina de salón Kellie Conrad, que anhelaba ser bailarina. En 1967, apareció como bailarina soviética en el episodio "Fly, Ballerina, Fly" de la serie de televisión Mr. Terrific.

## Años posteriores
Barrie enviudó en 2010 tras la muerte de su marido, el Dr. James Kaufman, a causa de la enfermedad de Alzheimer. Actualmente vive en Marina Del Rey, California.